# ماساو أوبا
ماساو أوبا (باليابانية: 大場政夫) مواليد 21 أكتوبر 1949 في طوكيو - الوفاة 25 يناير 1973 في طوكيو، كان ملاكم محترف ياباني صنّف ضمن فئة وزن الذبابة. حقق بطولة رابطة الملاكمة العالمية.

## إحصائيات
خاض خلال مسيرته 38 نزالا، فاز في 35 وتعادل في 1 وخسر في 2. فاز بالضربة القاضية في 16 نزالا.

## روابط خارجية
- ماساو أوبا على موقع بوكس ريك (الإنجليزية) (registration required)